# Charles L. Faust

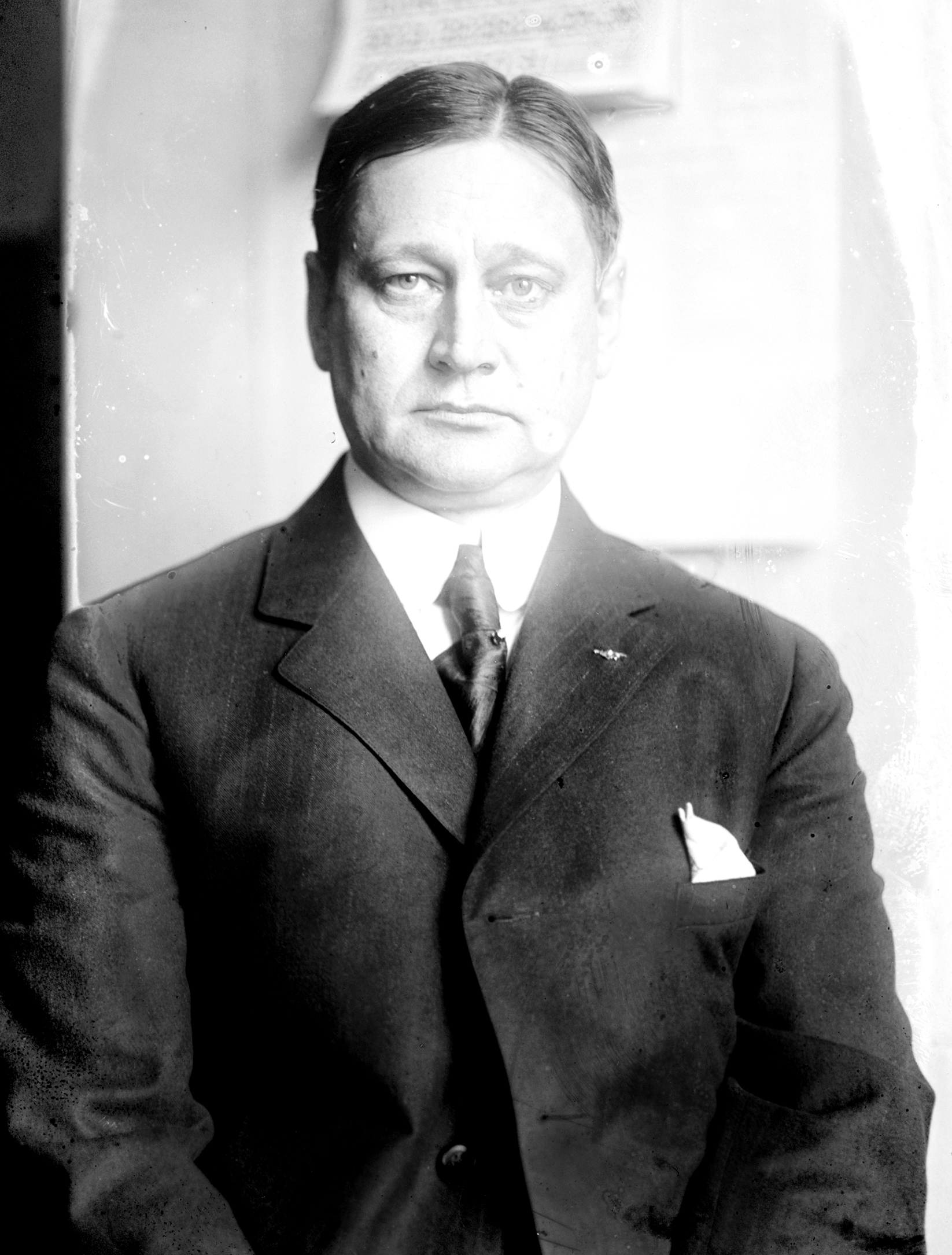
Charles L. Faust

Charles Lee Faust (* 24. April 1879 bei Bellefontaine, Ohio; † 17. Dezember 1928 in Washington, D.C.) war ein US-amerikanischer Politiker. Zwischen 1921 und 1928 vertrat er den Bundesstaat Missouri im US-Repräsentantenhaus.

## Leben
Noch in seiner Jugend zog Charles Faust mit seinen Eltern auf eine Farm in der Nähe von Highland in Kansas. Er besuchte die öffentlichen Schulen seiner neuen Heimat sowie die Highland University. Zwischen 1898 und 1900 arbeitete er in Highland als Lehrer. Nach einem Jurastudium an der University of Kansas in Lawrence und seiner 1903 erfolgten Zulassung als Rechtsanwalt begann er in Saint Joseph (Missouri) in diesem Beruf zu arbeiten. Zwischen 1915 und 1919 war er auch juristischer Berater dieser Stadt.
Politisch war Faust Mitglied der Republikanischen Partei. Bei den Kongresswahlen des Jahres 1920 wurde er im vierten Wahlbezirk von Missouri in das US-Repräsentantenhaus in Washington gewählt, wo er am 4. März 1921 die Nachfolge des zwischenzeitlich verstorbenen Charles F. Booher antrat. Nach drei Wiederwahlen konnte er bis zu seinem Tod im Marinehospital in Washington am 17. Dezember 1928 im Kongress verbleiben. Er wurde in seinem früheren Wohnort Highland beigesetzt.